# Маслёнок болотный
Маслёнок боло́тный, или желтова́тый (лат. Suillus flavidus) — съедобный гриб из рода Маслёнок (Suillus) семейства Маслёнковые (Suillaceae). 
Синонимы:
- Boletus flavidus Fr., 1815basionym
- Ixocomus flavidus (Fr.) Quél., 1888
- Boletus pulchellus Fr., 1874
- Boletopsis flavidus (Fr.) Henn., 1900
- Boletopsis pulchella (Fr.) Henn., 1900
- Boletus elegans var. pulchellus (Fr.) Rea, 1922
- Suillus grevillei var. pulchellus (Fr.) Rea, 1922

## Описание
Шляпка грязно-жёлтая, соломенная или охристая, полукруглая или плоско-выпуклая, с бугорком в центре, поверхность шляпки клейкая. Трубчатый слой серовато-жёлтый. Ножка тонкая, плотная, светло-жёлтая выше кольца и желто-коричневая ниже кольца. Кольцо желатинообразное, беловатого или ржаво-жёлтого цвета. Споровый порошок охристо-табачно-бурый. Мякоть плотная, светло-лимонно-жёлтая, при повреждении приобретает винный оттенок.

## Сходные виды
- Маслёнок сибирский (Suillus americanus)